# Salignac-Eyvigues
Die Gemeinde Salignac-Eyvigues liegt im Périgord noir in der französischen Region Nouvelle-Aquitaine im Département Dordogne. In ihr sind drei Gemeinden aufgegangen: Eybènes verschmolz 1827 mit Eyvignes und 1965 kam Salignac hinzu. Diese neue Gemeinde mit 1184 Einwohnern (Stand 1. Januar 2022) erhielt 2001 den offiziellen Namen Salignac-Eyvigues. An der östlichen Gemeindegrenze verläuft der Fluss Borrèze.

## Ortsbild
Die Kantonshauptstadt Salignac ist ein Marktflecken mit einem zentralen Platz, auf dem eine 200-jährige Ulme steht und der von der Fassade des Couvent des Croisiers aus dem 13. Jahrhundert beherrscht wird. Ansonsten bestimmen Gassen mit Häusern aus dem 13. und 14. Jahrhundert das Ortsbild.
Es gibt eine alte Markthalle und die gotische Kirche aus dem 14. und 15. Jahrhundert. Am Ortsrand steht die im 12. und 13. Jahrhundert erneuerte Burg Salignac, eine der ältesten befestigten Anlagen der Region, deren Ursprünge ins 11. Jahrhundert zurückreichen.
In der Nähe von Salignac befindet sich eine der wenigen touristischen Attraktionen in diesem ursprünglichen Bereich des Périgord noir, die Gärten von Eyrignac. Die zum Manoir d'Eyrignac gehörende Gartenanlage hat ihren Ursprung in der zweiten Hälfte des 18. Jahrhunderts. In neuerer Zeit wurde sie von der Familie im französischen Stil restauriert.

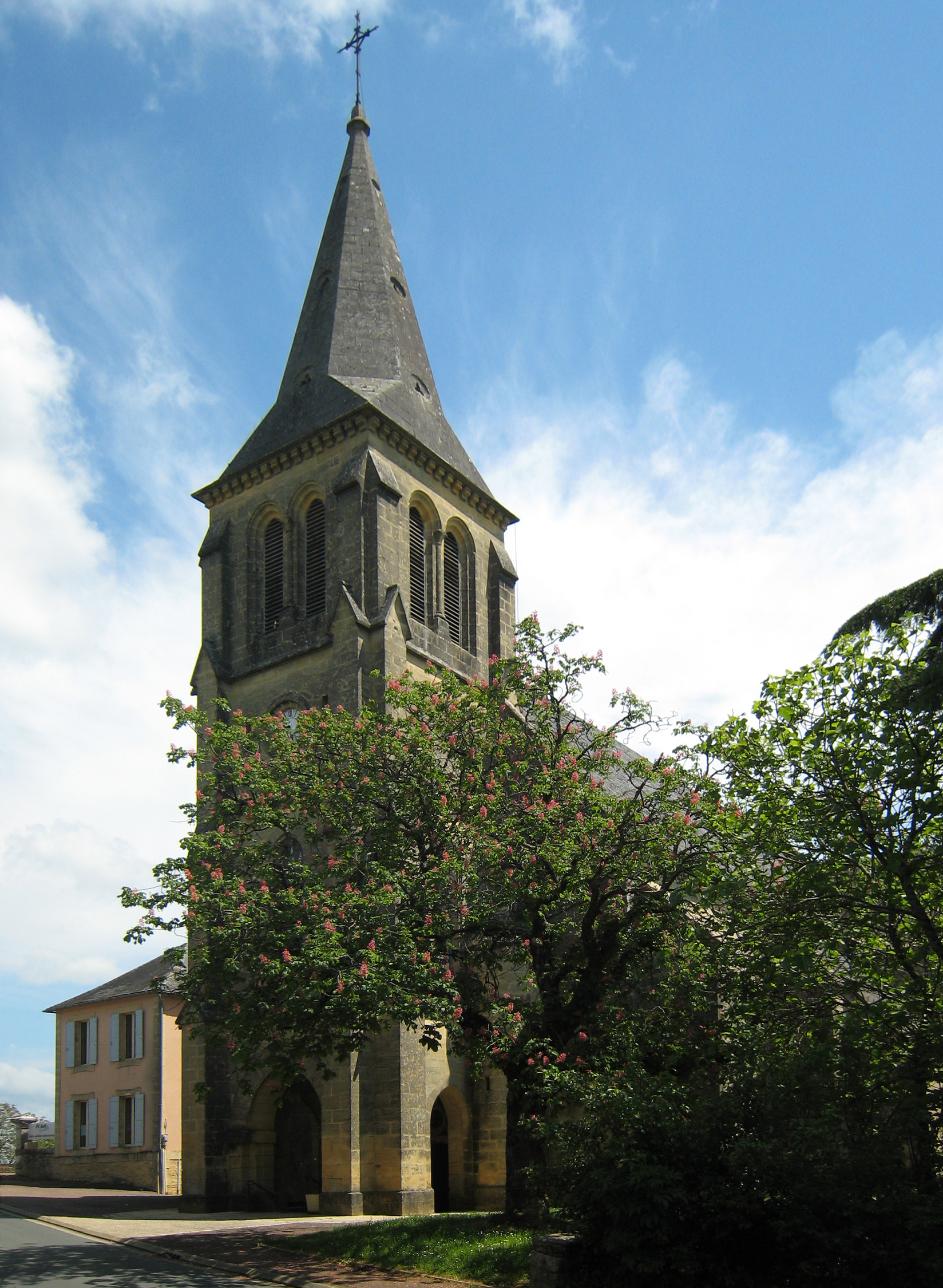
Kirche in Salignac
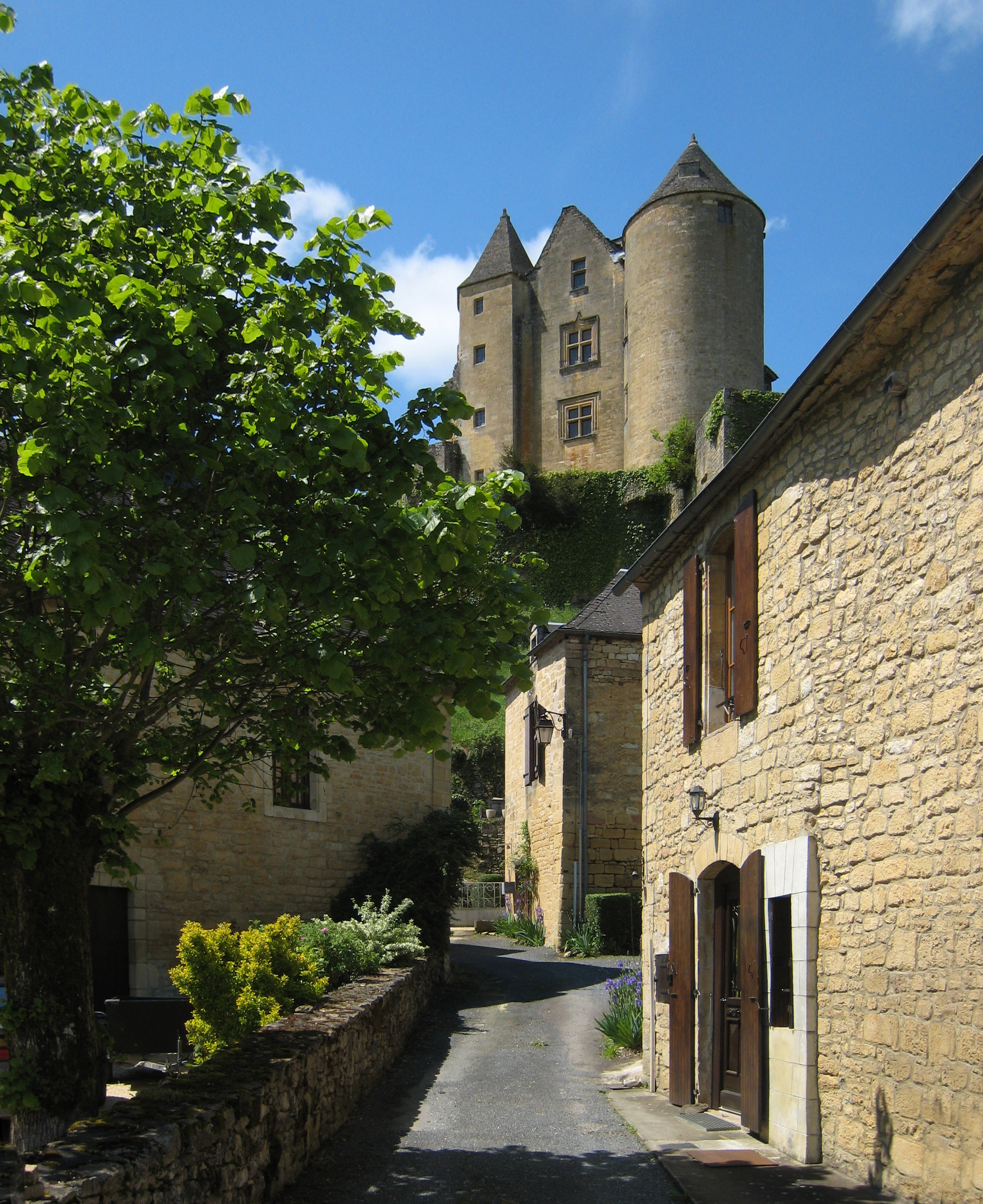
Häuser unterhalb der Burg

## Geschichte
Da es keine Spuren älterer Besiedlungen gibt, muss man davon ausgehen, dass die Ortschaft Salignac um das Jahr 1000 im Schutz eines von Geoffroi de Salignac errichteten hölzernen Donjon entstanden ist. Im zwölften Jahrhundert wurde die Holzkonstruktion durch zwei Türme aus Stein ersetzt und im Zuge der Ortserweiterung die Kirche Saint-Julien an der Südwest-Seite des Dorfes gebaut.
Nachdem der Périgord 1393 an das Königreich Frankreich gefallen war, traten die Herren von Salignac in den Dienst des Königs und bekleideten wichtige Ämter in der Gerichtsbarkeit, beim Militär und im diplomatischen Dienst. 1545 heirateten Jeanne de Salignac und Gontaud-Armand de Biron. Der dadurch entstandene neue Zweig der Familie existierte fortan unter dem Namen Salignac-Fénelon.
Im Jahr 1631 erreichte die Pest das Dorf Salignac und forderte etwa 500 Menschenleben. Auch Marguerite Hurault de l’Hôpital, Witwe des Jean de Biron-Gontaud, Baron de Salignac, sowie Enkelin des Michel de l’Hôpital war unter den Opfern der Epidemie. Zu denen, die die Pest überlebten, gehörte auch der französische Schriftsteller Gautier de Costes de La Calprenède.
In der Zeit der Französischen Revolution veränderte die Schaffung neuer Plätze das Gesicht des Dorfes. Dem allgemeinen Aufruhr fielen 1791 auch sämtliche Unterlagen zum Opfer, die die Entwicklung der Ortschaft seit dem Mittelalter dokumentierten.

## Bevölkerungsentwicklung
| Jahr                       | 1962 | 1968 | 1975 | 1982 | 1990 | 1999 | 2007 | 2016 |
| Einwohner                  | 769  | 888  | 863  | 942  | 964  | 1008 | 1128 | 1168 |
| Quellen: Cassini und INSEE |      |      |      |      |      |      |      |      |